# Trevor Morgan
Trevor John Morgan, född 26 november 1986, är en amerikansk filmskådespelare som har medverkat i bland annat  Sjätte sinnet, Patrioten, Rumor of Angels, Jurassic Park III, Glass House, Chasing 3000, Family Plan och Mean Creek.
Morgan föddes i Chicago men han och hans familj flyttade till Orange County för att underlätta för Morgan i hans filmkarriär. Trevor Morgan upptäcktes som femåring och spelade därefter in flera reklamfilmer. Hans första långfilm var Family Plan.
I Jurassic Park III (2001) spelade han Eric Kirby.